# دلفين إيراوادي

سمي هذا النوع من الدلافين بهذا الاسم لوكنه يعيش في نهر إيراوادي شمال جنوب ماينمار
ورغم ذلك فهذا النوع يعيش في الكثير من الاماكن على عكس الاعتقاد السابق بوجده في نهر إيراوادي فقط
يمكن ان يصل طول دلفين إيراوادي إلى 2 متر وبوزن 130 كيلوغرام
الغريب حول هذا النوع هو الجبهة المنتفخة والوجه المستدير مع المنقار القصير جدا مقاربة بالانواع الأخرى من الدلافين
كما يعرف عن هذا النوع الذكاء الخارق بحيث انها تقوم بمساعدة الصيادين من اجل اصطياد السمك في البرازيل
من خلال دفع الاسماك إلى شباك الصيادين والحصول على بقاية تلك الاسماك كهدية من الصيدين منذ عقود.

## طوله
يصل طول دلفين إيراوادي إلى 2.3 متر، بينما يكون طوله عند الولادة 1 متر

## وزنه
وزنه إلى 130 كيلوجر، بينما يكون وزنه عند الولادة 10 كيلوجرامات فقط

## أين يعيش
القرب من السواحل ومصبات الأنهار

## غذاؤه
يعتمد على بيض السمك والقشريات والأسماك الصغيرة.